# Elinor Wonders Why
Elinor Wonders Why je američka-kanadska animirana serija. Autori su Carol-Lynn Parente i Christine Ferraro. Serija ima jednu sezonu i ukupno 45 epizoda od po 25 minuta.

## Glasovi
- Markeda McKay - Elinor

- Wyatt White - Ari

- Maria Nash - Olive

- Lisette St. Louis - Ranger Rabbit

- Colin Doyle - Mr. Rabbit

- Shoshana Sperling - Mrs. Mole

- Ana Sani - Olive's Mom

- Juan Chioran - Senor Tapir

- Dan Darin-Zanco - Mr. Raccoon

- Eric Khou - Rollie

- Nicole Stamp - Ms. Llama

- Paul Bates - Mr. Dog

- Leo Orgil - Tito Mouse

- Raoul Bhaneja - Mr. Bat

- Kevin Dennis - Mr. Lion

- Ian Ho - Koa

- Norah Adams - Camilla

- Abigail Oliver i Grace Oliver - Mary and Lizzie Goat

- Sergio Di Zio - Alejandro Possum

- Callum Shoniker - Silas

- George Buza i Linda Kash - Baba i Bibi

- Ron Pardo - Deputy Mouse

- Diane Saleme - Ms. Beaver

- Ellen Dublin - Farmer Bear

- Shoshana Sperling - Ms. Bat

- Cliff Saunders - Mr. Hamster

- Simon Pirso - Siggy

- Elana Dunkelman - Lola

- Mike Petersen - Mr. Beaver

- Derek McGrath - Mr. Hippo

- Eddie Glen - Mr. Antelope

## Vanjske poveznice
- Službena stranica